# OFK Brčko
OFK Brčko (Omladinski fudbalski klub "Brčko"; OFK "1978" Brčko; OFK "Brčko 1978") je nogometni klub iz Brčkog, Distrikt Brčko, Bosna i Hercegovina. 
 
U sezoni 2019./20. klub se natječe u "2. ŽNL Posavina", ligi petog stupnja nogometnog prvenstva Bosne i Hercegovine.  

## O klubu
Klub je osnovan 1978. godine. Do 1992. godine se natjecao u ligama nogometnog saveza sa sjedištem u Brčkome. 
 
1992. godine izbija rat u BiH, koji je intenzivan na području Brčkog i Bosanske Posavine, te sami grad ostaje pod srpskom kontrolom. Klub za trajanja ratnih sukoba ne djeluje. 
 
Nakon rata klub se obnavlja, te za njega većinom igraju Bošnjaci, te klub sudjeluje u ligama i natjecanjima organiziranim od strane nogometnog saveza Tuzlanske županije, a od sezone 2017./18. postaje članom "2. ŽNL Posavina". 

## Unutrašnje poveznice
- Brčko

## Vanjske poveznice
- ofkbrcko.com  Arhivirana inačica izvorne stranice od 23. rujna 2019. (Wayback Machine)
- OFK BRCKO, facebook stranica
- OFK Brčko 1978, facebook stranica
- sportdc.net, OFK Brčko
- nspz-orasje.com, OFK Brčko  Arhivirana inačica izvorne stranice od 23. rujna 2019. (Wayback Machine)
- posavinasport.com, OFK 1978 Brčko  Arhivirana inačica izvorne stranice od 23. rujna 2019. (Wayback Machine)
- posavinasport.com, OFK Brčko  Arhivirana inačica izvorne stranice od 23. rujna 2019. (Wayback Machine)
- nstk.info, ŽNS Tuzlanske županije, klubovi